# Mount Stuart (Antarktika)
Mount Stuart ist ein 1995 m hoher Berg im ostantarktischen Viktorialand. Er ragt 8 km nördlich des Mount VX-6 aus den Monument-Nunatakkern auf.
Das Advisory Committee on Antarctic Names benannte ihn 1964 nach dem US-amerikanischen Glaziologen Alfred Wright Stuart (1932–2015), der im Rahmen des United States Antarctic Research Program von 1959 bis 1960 an einer Erkundungsexpedition im Viktorialand teilgenommen hatte.